# Mufu Shan
Mufu Shan är en bergskedja i Kina. Den ligger i den sydöstra delen av landet, 1 200 km söder om huvudstaden Peking.